# Dnipropetrovsk Challenger 2006
Il Dnipropetrovsk Challenger 2006, noto anche come PEOPLEnet Cup per motivi di sponsorizzazione, è stato un torneo di tennis facente parte della categoria ATP Challenger Series nell'ambito dell'ATP Challenger Series 2006. Il torneo si è giocato a Dnepropetrovsk in Ucraina dal 13 al 19 novembre 2006 su campi in cemento indoor.

## Vincitori

### Singolare
Dmitrij Tursunov ha battuto in finale  Benjamin Becker con il punteggio di 7–6(7), 6–4

### Doppio
Serhij Stachovs'kyj /  Orest Tereščuk hanno battuto in finale  Marco Chiudinelli /  Lovro Zovko con il punteggio di 6–4, 6–0